# Deadly Class
Deadly Class é uma história em quadrinhos do gênero horror e ação escrita por Rick Remender, ilustrado por Wesley Craig e colorido por Lee Loughridge, e letras de Rus Wooton. Deadly Class segue alunos matriculados na King's Dominion Atelier de Deadly Arts, uma escola particular de elite em São Francisco, para onde todas as famílias mais ricas do mundo do crime mandam suas proles. 
A editora Image Comics publica Deadly Class mensalmente. O primeiro número foi lançado em 22 de janeiro de 2014. No Brasil, a publicação é realizada pela editora Devir. A história foi encerrada no volume #56, lançado em  19 de outubro de 2022.

## Enredo
As primeiras histórias de Deadly Class concentram na história de Marcus Lopez como as transições dos que vivem nas ruas de ser matriculado em uma escola de assassinos. A academia, executada pelo Mestre Lin, é composta dos filhos de patrões e assassinos em massa, como seus pais.
Marcus tem decisão de frequentar a escola, é uma das únicas decisões que ele começa a fazer por si mesmo ao longo de todo o arco e a história. Sua vida inteira foi composta de infelizes acontecimentos, cada um deixando-o ainda mais marginalizados da humanidade, seus pais morrem em um acidente horrível quando ele era jovem. Isto resultou em Marcus sendo colocado em um orfanato, em que o chefe da casa exigia o trabalho manual, para ele, manter sua residência. Este continuou a degradação de sua sanidade mental por meio do abuso pelas mãos de seus companheiros e responsáveis eventualmente o leva a cometer um enorme ato de violência.
Deadly Class, em seguida, continua a acompanhar as histórias dos indivíduos matriculados na academia e muitas de suas eventuais quedas.

## Personagens
- Marcus Lopez.
- Mestre Lin
- Saya Kuroki
- Willie Lewis
- Maria Salazar
- Shawn Parcela
- Daniel
- Kendall

## Em outras mídias

### Adaptação na tv
Os cineastas Anthony e Joe Russo assinaram para produzir uma série de televisão baseada em Deadly Class. A Sony Pictures Television vai produzir a adaptação que terá o piloto exibido no canal Syfy. Benedict Wong, Benjamin Wadsworth, Lana Condor, Michel Duval e María Gabriela de Faría estão no elenco e nos principais papéis da série. Em 18 de abril de 2018, Syfy começou a gravar o piloto da série. A série de TV foi cancelada após a primeira temporada, tendo apenas dez episódios.